# Portal Tomb von Mayo

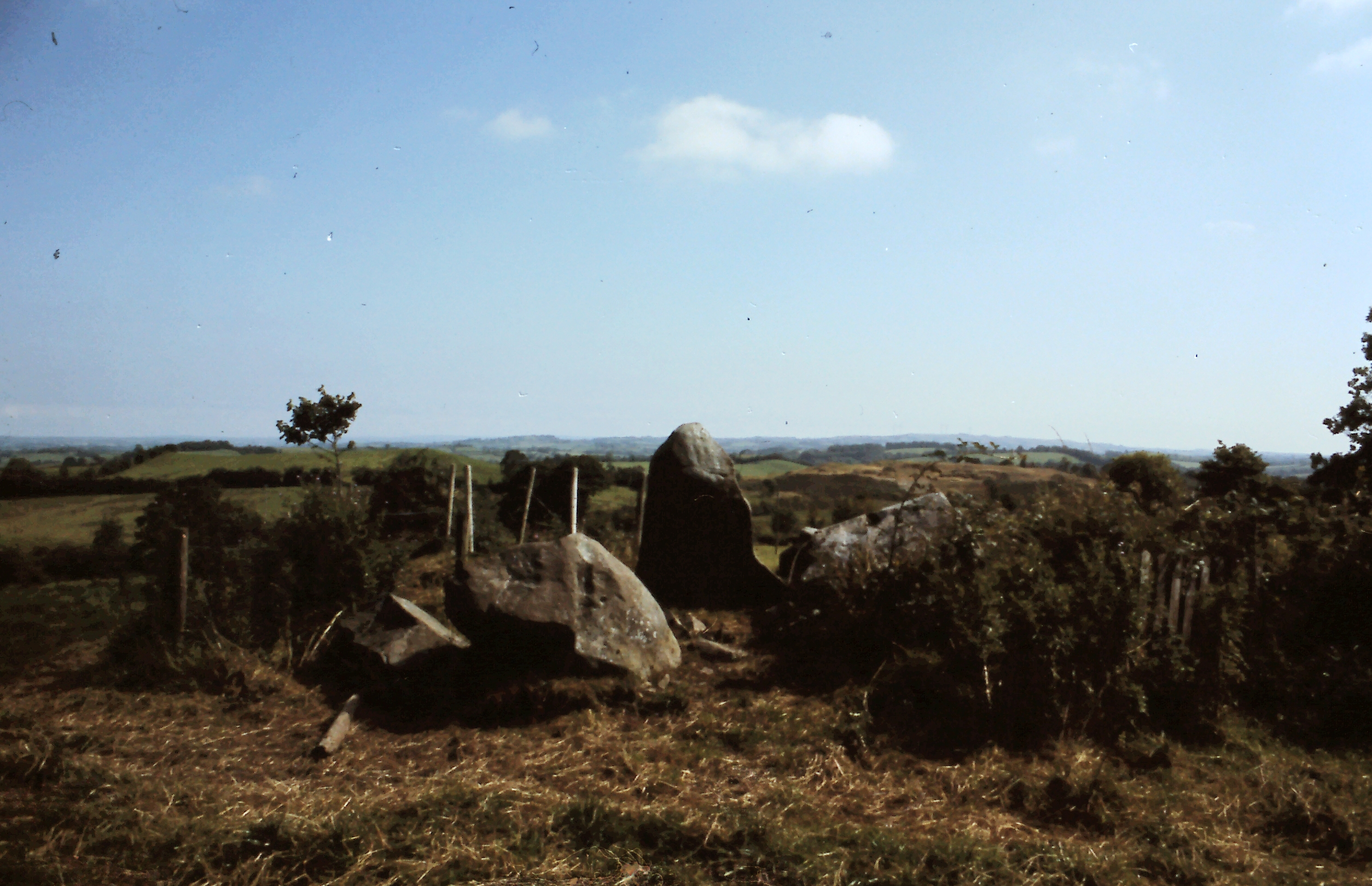
Portal Tomb von Mayo

Das Portal Tomb von Mayo liegt östlich von Cootehill im Townland Mayo (irisch Maigh Eo) im County Cavan in Irland. Das ruinierte Portal Tomb liegt auf einem niedrigen Grat nördlich des Court Tombs von Cohaw und der Straße R192. Als Portal Tombs werden in Irland und Großbritannien Megalithanlagen bezeichnet, bei denen zwei gleich hohe, aufrecht stehende Steine mit einem Türstein dazwischen, die Vorderseite einer Kammer bilden, die mit einem zum Teil gewaltigen Deckstein bedeckt ist.
Die in eine Feldgrenze integrierte Kammer ist stärker beschädigt. Sie ist etwa 3,0 m lang und 1,5 m breit. An der nördlichen Seite steht ein etwa 1,55 m hoher Portalstein, der etwa 0,85 m höher ist als die angrenzenden Seitensteine. An der südlichen Seite ist ein Seitenstein vorhanden, aber der Portalstein ist umgefallen. Ein nach außen lehnender Türstein markiert die Vorderseite der Nordwest-orientierten Kammer. Eine Platte in der Kammer kann ein Teil des Decksteins sein. Ein weiterer Teil einer Platte liegt nördlich des umgefallenen Portalsteins. Ein niedriger Endstein steht schräg auf der Hauptachse der Kammer.